# Muhammad Ata
Muhammad Ata as-Sajjid (arab. ‏محمد عطا السيد‎; ur. 1 września 1968 w Kafr asz-Szajch, zm. 11 września 2001 w Nowym Jorku) – egipski terrorysta, zamachowiec samobójca, pilot i jeden z pięciu porywaczy samolotu linii American Airlines (lot 11), który jako pierwszy rozbił się o jedną z wież World Trade Center (Wieża Północna), w czasie zamachów z 11 września 2001 roku. Przywódca wszystkich 19 zamachowców z 11 września 2001. 
Dorastał w Kairze, gdzie ukończył studia na kierunku architektura. Następnie przeniósł się do Niemiec, gdzie w latach 1992–1999 studiował budowę miast/planowanie miast na Uniwersytecie Technicznym Hamburg-Harburg, które ukończył z tytułem inżynier dyplomowany.
Pierwsze szkolenia w obozach al-ka'idy przeszedł pod koniec 1999 r.
W maju 2001 Muhammad Ata wraz z drugim mężczyzną odwiedzili lotnisko Boston Logan, gdzie wewnątrz budynku wykonywali fotografie i filmowali punkt kontrolny, co było podejrzane i zwróciło uwagę kilku pracowników, którzy powiadomili o tym ochronę, ale ta zignorowała ich apele. Lotnisko nie miało wtedy nawet kamery w tym pomieszczeniu, więc nie nagrano ich wizyty.

## Odniesienia w kulturze masowej
- Utwór „Jihad” zespołu Slayer, zawarty na albumie Christ Illusion (2006), opowiada o zamachach z 11 września z perspektywy Muhammada Aty. Na końcu utworu wokalista odczytuje list napisany przez Atę przed atakami na wieże.
- Utwór pt. „Muhammad Atta” polskiej grupy muzycznej L-Dópa, zawarty na albumie Gra? (2007), stanowi odniesienie do osoby Muhammada Aty.
- Utwór „Warning: Boxcutterz on Airplanez” wykonywany przez amerykańską grupę The Lost Children of Babylon opowiada o zamachach z 11 września z perspektywy Muhammada Aty.